# Pante Sikeumbong
Pante Sikeumbong is een bestuurslaag in het regentschap Bireuen van de provincie Atjeh, Indonesië. Pante Sikeumbong telt 288 inwoners (volkstelling 2010).